# Le Docteur et les Assassins
Pour plus de détails, voir Fiche technique et Distribution.
Le Docteur et les Assassins (The Doctor and the Devils) est un film américano-britannique réalisé par Freddie Francis, sorti en 1985.

## Synopsis
Le Docteur Thomas Rock enseigne à l'Université de Londres et affiche une indépendance d'esprit qui dérange les mœurs rigides de l'époque dans la bonne société. Si ses cours sont très appréciés des étudiants, ils choquent profondément ses confrères. Ces derniers, jaloux de son succès dans l'amphithéâtre, font tout pour le critiquer.
La loi lui impose de se procurer les cadavres auprès du bourreau qui livre trop peu de corps dissécables à son gout. En cachette, une équipe lui livre des cadavres enterrés mais très peu utiles car en état avancé de décomposition.
L'appat du gain pousse deux personnages sans scrupules à livrer du "frais". Le meurtre est leur solution...

## Fiche technique
- Titre : Le Docteur et les Assassins
- Titre original : The Doctor and the Devils
- Réalisation : Freddie Francis
- Scénario : Ronald Harwood d'après un scénario non produit de Dylan Thomas
- Production : Mel Brooks, Geoffrey Helman et Jonathan Sanger (en)
- Sociétés de production : Brooksfilms et Twentieth Century Fox
- Musique : John Morris
- Photographie : Gerry Turpin et Norman Warwick
- Montage : Laurence Méry-Clark
- Décors : Brian Ackland-Snow et Robert W. Laing
- Costumes : Imogen Richardson
- Pays d'origine : Royaume-Uni, États-Unis
- Format : Couleurs - 2,35:1 - Dolby - 35 mm
- Genre : Drame, horreur
- Durée : 93 minutes
- Dates de sortie : 4 octobre 1985 (États-Unis), 29 janvier 1986 (France)
- Film interdit aux moins de 12 ans lors de sa sortie en France

## Distribution
- Timothy Dalton : le docteur Thomas Rock
- Jonathan Pryce : Robert Fallon
- Twiggy : Jennie Bailey
- Julian Sands : le docteur Murray
- Stephen Rea : Timothy Broom
- Phyllis Logan : Elizabeth Rock
- Lewis Fiander : le docteur Thornton
- Beryl Reid : Mme Flynn
- T.P. McKenna : O'Connor
- Patrick Stewart : le professeur Macklin
- Siân Phillips : Annabella Rock
- Philip Davis : Billy Bedlam
- Philip Jackson : Andrew Merry-Lees
- Danny Schiller : Praying Howard
- Bruce Green : Mole

## Autour du film
- Le film s'inspire de l'histoire vraie des tueurs en série William Burke et William Hare, qui commirent dix-sept meurtres à Édimbourg au XIXe siècle dans le but de revendre les corps au docteur Robert Knox, qui était alors limité dans ses recherches par les autorités anglaises qui n'autorisaient que l'utilisation des corps de criminels exécutés[1].
- Le tournage s'est déroulé dans les studios de Shepperton, comme L'Impasse aux violences, film de 1960 sur le même sujet.
- Le Docteur et les assassins est le dernier film de l'actrice Jennifer Jayne, qui interprète ici le rôle d'une serveuse.
- 32 ans se sont écoulés entre la fin de l'écriture du scénario et le tournage du film, établissant ainsi un record mondial[réf. nécessaire].
- Le film fut en compétition durant le Festival international du film fantastique d'Avoriaz 1986.

## Bande originale
- Tainted Hands, interprété par In Tua Nua
- Whisper And I Shall Hear, interprété par Twiggy